# Piero Barbareschi
Piero (Pietro) Barbareschi (La Spezia, 10 maggio 1961) è un pianista italiano.

## Biografia
Ha studiato pianoforte con Martha Del Vecchio e clavicembalo con Anna Maria Pernafelli, diplomandosi con il massimo dei voti presso il Conservatorio Luigi Cherubini di Firenze.
Sia con il pianoforte sia col clavicembalo, svolge attività come solista ed in varie formazioni da camera: in quest'ultima veste si è esibito con solisti prestigiosi fra i quali i violinisti Félix Ayo, Cristiano Rossi, Thomas Christian, Thomas Schrott, Mario Hossen i flautisti Mario Ancillotti e Mario Carbotta, il mezzo soprano Susanne Kelling, nelle più importanti città italiane ed all'estero (Francia, Svizzera, Austria, Germania, Belgio, Repubblica Ceca, Stati Uniti), ospite d'importanti istituzioni e Festivals. Il suo repertorio spazia dal ‘600 agli autori del ‘900 e contemporanei, comprendendo anche prime esecuzioni assolute. Membro fondatore con Marcello Defant dell'ensemble barocco “Officina de li Affetti”, ha collaborato con numerose orchestre fra le quali l'Orchestra Sammartini di Milano, I Filarmonici di Torino, l'Orchestra da camera di Fiesole, i Virtuosi di Praga , Salzburg Chamber Soloists, Orchester Konservatorium Bern, Jugendsinfonieorchester di Potsdam, I Filarmonici di Verona, Vox Aurae, Orchestra Internazionale d'Italia, Gli Interpreti Italiani etc. con vari direttori fra i quali Rudolf Barshai, Giuseppe Garbarino, Federico Maria Sardelli, Diego Fasolis. Ha effettuato registrazioni per la RAI TV e per le case discografiche Nuova Era, Dynamic e Musikstrasse, incidendo, per quest'ultima, un doppio CD con l'integrale dei sei Quintetti op.56 di Luigi Boccherini, insieme al Quartetto Elisa (prima registrazione in Italia). Ha inoltre effettuato per la Tactus la prima registrazione moderna di due concerti per pianoforte ed orchestra d'archi di Simon Mayr. Iscritto all'albo dei giornalisti come pubblicista, si occupa di divulgazione musicale con ascolti guidati, conferenze, articoli.

## Pubblicazioni
- La Musica negli occhi, A&B Editrice, Acireale, 2018 (ISBN 88-7728-447-1).
- L'ultima copia, Zecchini Editore, Varese, 2022 (ISBN 97888-6540-381-5).

## Discografia
- 1992 - Casella Pupazzetti per pianoforte a quattro mani – Concerto per archi, pianoforte e batteria (Nuova Era)
- 1996 - Benedetto Marcello Sonate per flauto diritto e b.c. e per cello e b.c. (Dynamic)
- 1998 - Fasch, Graupner, Graun Concertos, Arias, Sonatas (Dynamic)
- 1999 - Luigi Boccherini 6 Quintetti op.56 (Musikstrasse/Agorà)
- 2005 - Giovanni Simone Mayr Concerti per pianoforte e orchestra (Tactus)
- 2011 - Beethoven, Mozart Quintetti per pianoforte e fiati (Wide Classique)
- 2013 - Pablo Queipo de Llano Concerti (Enchiriadis)
- 2014 - Antonio Vivaldi Sonatas and trios op.V (Indesens-Calliope)
- 2014 - Vocalise: Music for Bassoon and Piano (Brilliant Classics)
- 2015 - Giovanni Battista Somis Sonate op. IV (Indesens-Calliope)
- 2016 - Georg Friedrich Händel Rodelinda, Regina de' Longobardi (Dynamic)
- 2016 - François Devienne, Gaetano Donizetti, Beethoven Bassoon Trios (Brilliant Classics)
- 2018 - Josef Gabriel Rheinberger, Complete Violin Sonatas (Brilliant Classics)
- 2019 - Johann Sebastian Bach, Sonatas for Violin & Harpsichord Vol. 1 (Da Vinci Classics)
- 2020 - Georg Friedrich Händel, Complete Violin Sonatas for violin & harpsichord op. 1 (Da Vinci Classics)
- 2020 - Wolfgang Amadeus Mozart, Piano Concertos n. 11 e 13 (Da Vinci Classics)
- 2021 - Johann Sebastian Bach, Sonatas for violin & Harpsichord Vol. 2 (Da Vinci Classics)
- 2022 - Wolfgang Amadeus Mozart, Piano Quartets (Da Vinci Classics)
- 2023 - Wolfgang Amadeus Mozart, Piano Concertos n. 12 e 14 (Da Vinci Classics)